# Варжота
Варжота (порт. Varjota)  —  муниципалитет в Бразилии, входит в штат Сеара. Составная часть мезорегиона Северо-запад штата Сеара. Входит в экономико-статистический микрорегион Ипу. Население составляет 18 905 человек на 2006 год. Занимает площадь 179,239 км². Плотность населения — 105,5 чел./км².
Праздник города —  5 февраля.

## История
Город основан 5 февраля 1985 года. 

## Статистика
- Валовой внутренний продукт на 2003 составляет 45.467.591,00 реалов (данные: Бразильский институт географии и статистики).
- Валовой внутренний продукт на душу населения на 2003 составляет 2.547,92 реалов (данные: Бразильский институт географии и статистики).
- Индекс развития человеческого потенциала на 2000 составляет 0,668 (данные: Программа развития ООН).